# طريقة كارليتو
طريقة كارليتو (بالإنجليزية: Carlito's Way)‏ هو فيلم دراما جريمة أمريكي من إخراج براين دي بالما وبطولة آل باتشينو، شون بن، أندريا ميلر، لويس غوزمان، جون ليجويزامو وفيجو مورتينسين. صدر الفيلم في 12 نوفمبر 1993.